# 加勒比海盗3：世界的尽头
《加勒比海盗3：世界的尽头》（英語：Pirates of the Caribbean: At World's End）是一部2007年的历险奇幻电影，也是加勒比海盗系列电影的第3部。剧情围绕威爾·杜納（奥兰多·布鲁姆饰）、伊丽莎白·斯旺（姬拉·麗莉饰）、哈克特·巴博沙船长（杰弗里·拉什饰）以及“黑珍珠号”海盗船的一众船员们试图营救杰克·斯派罗船长（強尼·戴普饰）的努力展开，他们还需要与英國船長库特勒·贝克特（Cutler Beckett，湯姆·荷蘭德饰）和戴夫·琼斯（Davy Jones，饰）为首的东印度贸易公司对抗，挫败他们永远消灭所有海盗的野心。与之前的两部作品《加勒比海盗：黑珍珠号的诅咒》和《加勒比海盗2：聚魂棺》一样，本片也是由高爾·韋賓斯基执导的，拍摄工作与《加勒比海盗2：聚魂棺》在2005至2006年间同时进行。
迪士尼公司决定把上映日期较原计划提前一天，影片最终于2007年5月25日在英语国家发行，虽然所获评价褒贬不一，但电影在票房上非常成功，是2007年的票房冠军，全球收入超过9.63亿美元。
影片获得了第80届奥斯卡金像奖化妆和视觉效果两项提名，但最终分别败给了《玫瑰人生》和《魔幻羅盤》。2011年5月20日，本片的续集，加勒比海盗系列的第4部电影《加勒比海盗4：惊涛怪浪》上映，该片也是此系列第一位既非高爾·韋賓斯基导演，也没有凯拉·奈特莉和奥兰多·布鲁姆出演的电影。
《加勒比海盗3：世界的尽头》的制作预算高达3亿美元，无论是否考虑通货膨胀因素，这都创下了电影成本的新纪录。

## 剧情
为了霸占海洋，获得英王授权的库特勒·贝克特下令杀死任何帮助海盗的人，并利用戴夫·琼斯来毁掉海上的任何一艘海盗船。许多人被判死刑，他们唱起了咒语迫使9大海盗首领在翻船岛召开会议商量对策。可因加勒比地区的海盗统领杰克·斯派罗船长没有指定继承人，因此必须要有他的出席。哈克特·巴博沙船长于是带领威尔·特纳、伊丽莎白·斯旺、蒂娅·达尔玛以及“黑珍珠号”海盗船的一众船员前往营救困在戴夫·琼斯魔柜中的斯派罗。南海海盗统领啸风持有前往戴夫·琼斯魔柜的导航图，威尔一开始试图偷取地图，但是失败被捕，啸风因此大怒，之后伊丽莎白和巴博沙船长前来时他也不愿意将地图交出。英国皇家海军在贝克特的指示下前来进攻，一片混乱中，威尔提议用杰克·斯派罗交换“黑珍珠号”，啸风也打算拿斯派罗和贝克特做交易，于是双方达成协议，啸风交出了地图。威尔的爸爸“皮靴比尔”·特纳已经被困在飞翔的荷兰人号海盗船上许多年，所以威尔希望获得“黑珍珠号”后前去搭救。
一行人經過冰凍之洋，並從导航图上得知一次绿光表示一个灵魂从死亡世界返回了。之后，他们从一个巨大的瀑布上掉落，进入了戴夫·琼斯的魔柜。斯派罗在魔柜里产生了幻觉，“黑珍珠号”也被大群类似螃蟹的生物拖回海中，斯派罗在那里遇到了前来搭救的众人，返回的路上他们看到了许多在水中漂浮的灵魂。经提娅女巫透露，戴夫·琼斯被他所爱的海神女妖指定为运载死者到另一个世界的人，这样他才可以每十年与爱人相逢一次。但是十年到的时候，他的爱人不在那里，所以愤怒的戴夫·琼斯抛弃了他的职责，并将心脏取出后放进聚魂棺，从此成为了一个享有永生的怪物。伊丽莎白随后看到了父亲威瑟比·斯旺总督的灵魂，得知他已被贝克特谋杀，于是暗暗发誓要为父报仇。
“黑珍珠号”仍然在魔柜中徘徊，斯派罗从导航图上看出玄机，必须将船翻转才能回到正常世界。他们在日落时将船翻了过来，一道绿光闪过后，他们回到了正常世界。但他们马上就遭到啸风的袭击，原来他背叛了威尔，转而投靠贝克特。被捕的斯派罗交代了海盗大会的地点，然而贝克特背信弃义，拒绝将“黑珍珠号”交给啸风。愤怒的啸风于是决定反抗，把“黑珍珠号”还给斯派罗，且他以为伊丽莎白就是海神女妖，所以要求以她作交换。啸风在自己的“女皇号”上告訴伊莉莎白-第一次海盗大会将海神女妖囚禁为人形，这样他们才可以控制大海。戴夫·琼斯向啸风发起了进攻，啸风被一枚炮弹的爆炸波及身受致命重伤。临死前他指定伊丽莎白为继承人，為此伊莉莎白成为新加坡海盗首领。众人都被戴夫·琼斯擒获后，詹姆斯·诺林顿良心发现，决定站到以前的未婚妻伊丽莎白一边。他决心放出众人，但被已经失去人性而发狂的“皮靴比尔”·特纳所杀。威尔·特纳故意给贝克特留下了前往沉船岛的线索，斯派罗发现后将计就计，把自己的指南针送给了威尔。威尔随后在贝克特的船上发现囚禁海神女妖的主谋是戴夫·琼斯。在船難灣中，海盜王舉行投票決定是否和海軍對戰，除了伊莉莎白，其他海盜王都反戰，而斯派罗在海盗大会上把自己的一票投给了伊丽莎白(投票中唯一一個有2票的海盜王)，使她成为了新任海盗王领主，此舉促使構成兩邊陣營對立（一邊為深海閻王、英國船隊，另一邊為巴伯薩、海盜王領主）。
爾後在海灘上將兩邊陣營則將與深海閻王有恩怨的傑克與被挾持的威廉交換，傑克隨即被關押在幽冥飛船的監牢里。而傑克透過用自己的三寸不爛之舌讓自己脫困並使守在聚魂棺旁的軍人放棄任務。盛怒之下的深海閻王與英國船隊進攻鬼盜船，一番大战中，威尔與伊麗莎白結為夫妻，但兩人雙雙被戴夫·琼斯所擊倒，搶到鑰匙的斯派罗用其的心臟威脅，但深海閻王知道傑克其實並不敢冒著犧牲自由的風險而刺殺心臟，於是一劍刺進威尔的胸口。被威爾喚醒的比爾向深海閻王大打出手，傑克抓住空隙用威爾的手拿這斷掉的劍頭刺进了琼斯的心脏，戴夫·琼斯死前說了海神女妖的名號後掉下了飛船。無奈之下的比爾將威尔的心臟放進聚魂棺，使其相应复活，並成为了飞翔的荷兰人号的新任船长，隨後聯手鬼盜船發動攻擊，擊毀英國船隊的領航艦，而威爾則请在生时的结发妻子，新任海盗王领主伊丽莎白保管自己的心脏。戰後，巴柏薩將船私自開走後，傑克則重新開始自己的旅行，也帶走了青春之泉的地圖。

## 演員
- 強尼·戴普饰杰克·斯派罗船长：斯派罗和“鬼盜船”海盗船都被海怪卡拉肯（Kraken）拖进了戴夫·琼斯的魔柜，直到以前的船员们设法把他救了出来；
- 奥兰多·布鲁姆饰威尔·特纳：选择当了海盗的年轻铁匠，之后娶了伊丽莎白·斯旺为妻，父亲是“皮靴比尔”·特纳；
- 姬拉·麗莉饰伊丽莎白·斯旺：威瑟比·斯旺总督的女儿，威尔·特纳的未婚妻。起初她为了保住自己和“鬼盜船”众船员的性命而设计把杰克·斯派罗困在船上，导致后者和船一起被卡拉肯吞没，之后她又加入到了营救斯派罗的队伍中；
- 杰弗里·拉什饰哈克特·巴博沙船长：原是斯派罗身为“鬼盜船”船长时期的一名大副，后发动叛变夺取了船长职位。女巫蒂娅·达尔玛（Tia Dalma）将他复活后，由他带领众人前去营救杰克·斯派罗。他还是召唤卡吕普索所需要的9名海盗船长之一。杰弗里·拉什表示在巴博沙一角在电影里已经变得更像是一个狡猾的政治家[3]。強尼·戴普对自己和杰弗里·拉什在本片中的出演时间比在《加勒比海盗：黑珍珠号的诅咒》中要长感到满意：“我们就像两个老太太为了针织上的事争执不休。”[4]；
- 饰：飞翔的荷兰人号海盗船船长，大海邪恶的统治者。由于心脏被詹姆斯·诺林顿控制，他不得不听命于库特勒·贝克特并杀死了卡拉肯，然后开始帮助东印度贸易公司消灭所有的海盗；
- 湯姆·荷蘭德饰库特勒·贝克特（Cutler Beckett），英國东印度公司的头领人物，由于拥有国王的授权和戴夫·琼斯的心脏，他决心一统海洋，消灭所有海盗；
- 傑克·達文波特饰詹姆斯·诺林顿（James Norrington）：由于获得并上交了戴夫·琼斯的心脏，诺林顿获提升为海軍上將，他与库特勒·贝克特及东印度贸易公司结成同盟，但却因日常接触而越来越反感贝克特，并且心中仍然爱着伊丽莎白·斯旺，后者原本是他的未婚妻。这个角色在前集《加勒比海盗2：聚魂棺》裡戏份较重，但到了本片中已大幅削减；
- 周润发饰嘯風：统领新加坡“女皇号”海盗船的南海海盗头目，对营救斯派罗的行动不怎么在心，因为他与杰克·斯派罗有过节。周润发于2005年7月确认出演这个角色[5]，他对此津津乐道，甚至帮助剧组成员准备道具[6]；
- 娜奥米·哈里斯饰蒂娅·达尔玛 / 卡吕普索：与“黑珍珠号”海盗船船员一行人一起去营救杰克·斯派罗的一个女巫，她还在《加勒比海盗2：聚魂棺》的片尾将哈克特·巴博沙复活，并且与戴夫·琼斯之间还有着神秘的联系；
- 斯特兰·斯卡斯加德饰“皮靴比尔”·特纳（Bootstrap Bill Turner），威尔·特纳的父亲，因受诅咒而在“飞翔的荷兰人号”海盗船上永生做为海盗。随着信念的丧失，他也逐渐失去了人性，以至于威尔出现在自己面前时一时还认不出这就是自己的亲生儿子；
- 凯文·麦克纳利饰约夏米·吉布斯：杰克·斯派罗手下忠诚但又非常迷信的大副；
- 凯斯·理查德兹饰蒂格船长（Captain Teague）：杰克·斯派罗的父亲，弟兄法院海盗法典的守护者，其他的海盗首领明显很怕他。強尼·戴普扮演的斯派罗一角受到了理查德兹一定程度上的影响[7][8]，后者原计划在《加勒比海盗2：聚魂棺》中出场，但一方面故事情节中已经没有适合安插这个角色的段落[9]，二来他也正在参加滚石乐队的一场巡演[8]。此外由于一次事故中从树上摔下来受伤，他差点就没能参加《加勒比海盗3：世界的尽头》里一个镜头的拍摄[10]。2006年6月，高爾·韋賓斯基终于在拍摄档期和理查德兹的档期间找到一个空档，后者出场的部分于同年9月摄制[11]；
- 格雷格·埃利斯（英语：Greg Ellis (actor)）饰西奥多·格罗弗斯少校（Theodore Groves）：库特勒·贝克特的一名副手；
- 乔纳森·普雷斯饰威瑟比·斯旺（Weatherby Swann）：伊丽莎白·斯旺的父亲，皇家港口总督。本片中他受制于库特勒·贝克特，之后被谋杀；
- 李·阿伦伯格（英语：Lee Arenberg）饰平泰尔（Pintel），麦肯锡·克鲁克（英语：Mackenzie Crook）饰拉格蒂（Ragetti）：两人都曾在“黑珍珠号”海盗船上服务，属于滑头又有些古怪的人物；
- 大卫·贝利（英语：David Bailie）饰哥顿（Cotton）：曾在“黑珍珠号”海盗船上为杰克·斯派罗当差，是一个哑巴，对斯派罗忠心耿耿，本片中他再度回归与众人一起前去营救斯派罗；
- 马丁·科勒巴（英语：Martin Klebba）饰马蒂（Marty）：曾是杰克·斯派罗的手下，是个侏儒；
- 克里斯托弗·S·卡普（Christopher S. Capp）为哥顿的鹦鹉配音：这是一只蓝黄相间的金刚鹦鹉，哥顿不知用的什么方法训练它来替自己说话[12]。

## 制作
随着2003年《加勒比海盗：黑珍珠号的诅咒》所获得的巨大成功，主创和演员们决定签约同时拍摄两部续集。导演高爾·韋賓斯基在第二部电影中为了让剧情获得发展而对角色作出了一些改变，他希望可以在第三部里恢复原有的基调。在现实生活中海盗联盟的启发下，特里·鲁西奥和泰德·艾略特根据历史人物在现有主要演员的基础上增加了一些虚构的角色。最后他们还在剧中引入了第一部电影里巴博沙船长所提及过的“异教徒之神”卡吕普索。
《加勒比海盗2：聚魂棺》的拍摄工作于2006年3月1日结束，第三部电影的部分镜头也是在同样的地点取景。2005年8月拍摄新加坡背景的桥段期间，剧组制作了许多外景拍摄所需要的大型道具，其中包括一个40米长，24米宽，1.1米深的水箱。由于18世纪的新加坡在纪录上并不完善，主创人员于是选择以同时期马来西亚和中国的城市进行表现派风格刻划。韋賓斯基还有意用片中城市的设定戏仿Spa文化，片场到处都生长着真菌。为了延续这种自然的感觉，嘯風澡堂的地板必须以手工进行切割，然后再在片场利用照明设备和数加仑的水来营造出较为真实的湿度效果。
电影的拍摄工作于2006年8月3日在犹他州的巴纳维亚盐带平地继续进行，一直持续到2007年初，需要在加勒比海地区摄制的镜头已经于2005年完成。困住杰克·斯派罗船长的那片戴夫·琼斯魔柜实际上是在犹他州拍摄的，摄影师利用单色镜头来营造一种和海盗通常五光十色的生活环境截然不同的感观。电影高潮的大战是在加利福尼亚州棕櫚谷的一个机库摄制的，一众演员不得不在服装内穿上雨衣。而经水淋湿的外景道具保存在冰冻温度下以确保不会滋生细菌感染剧组成员。此外，还有一个第二剧组在尼亚加拉瀑布进行拍摄。工业光魔公司为电影制作了750个特效镜头，数字领域公司也制作了300个，这些特效镜头一共花了5个月的时间制作完成。影片在制作与水有关的特技镜头方面提出了诸多挑战。
电影的主体摄制工作于2006年12月12日在摩洛凱島完成，起初剪辑完成的版本长度为3小时。之后的剪辑又剪去了20分钟的内容，不过制片人傑瑞·布洛克海默保留了最后大战所需要的长时间准备内容。
漢斯·季默继两部前作后继续为本片谱曲，他一共创作了8个新的主题，其中包括为本片原声带创作的一个爱情主题。季默在电影开始剪辑的同时进行创作，所以对片中音乐的剪辑有一定的影响。高爾·韋賓斯基对作曲提供了帮助，他为片中多个镜头的音乐演奏了吉他，并且还和季默一起创作了片中的一首名为的歌曲。

## 发行

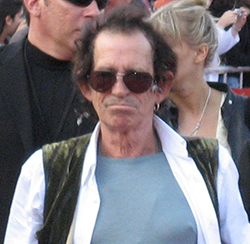
在片中扮演杰克·斯派罗父亲蒂格船长的凯斯·理查德兹出席首映式

《加勒比海盗3：世界的尽头》的全球首映式于2007年5月19日在迪士尼樂園举行，首映式还面向普通公众开放，门票价格为1500美元，这笔收入将汇入願望成真基金用于慈善事业。就在几个星期前，华特迪士尼影片决定将电影的美国上映日期从2007年5月25日（星期五）提前到5月24日。电影首晚在美国的4362家电影院上映，打破了《蜘蛛人3》所创下的在4253家电影院上映的纪录，但这个成绩之后被《黑暗骑士》所超越。

### 营销
经过一段低调的宣传活动后，电影的预告片于2007年在展会上首映，首先是在2007年3月18日《加勒比海盗：黑珍珠号的诅咒》 一场名为“海盗极限影迷见面会”的特别放映活动中播映，再于3月19日和《与星共舞》一起播映，之后再在互联网上发布。国家娱乐收藏品协会还在4月下旬发布了电影的动作玩偶。此外还有珍藏版的國際象棋套装，地產大亨游戏，海盗主题的大话骰之类的圖版遊戲发行，甚至还有片中人物的雕塑和珠宝首饰的复制品。2007年5月22日，一款同名电子游戏发行了Xbox 360、PlayStation 3、Wii、PSP、PlayStation 2、PC和任天堂DS多种格式版本。电影的同名原声带唱片也在5月22日发行。

### 电影审查
至少有一个国家的官方审查机构下令剪去电影的部分内容。据新华社报导，电影在中国大陆上映时有约10分钟周润发扮演新加坡海盗啸风的镜头被剪。在未经审查的国家放映时，周润发的出场时间有约20分钟。中国官方没有对这一审查行为的原因给出解释，但中国大陆的非官方来源表示镜头被剪的原因是这个角色对中国人存在一种负面而陈腐的形象写照。

### 家用媒体
华特迪士尼家庭娱乐公司于2007年11月19日发行了电影的第二区单碟版和重新剪辑的双碟版DVD，两者都有标准DVD和蓝光光碟两种格式。2007年11月21日又在澳大利亚发行了DVD，12月4日再在美国和加拿大发行。双碟限量版的DVD一直发行到了2008年9月30日截止，而包含所有双碟DVD版本内容的蓝光光碟（包括一些影院上映的原始内容，但不包括编剧的评论音轨）仍然在进行发售。起初的蓝光光碟包装盒的背面将高清制式误印为1080i，而迪士尼公司确认应该是1080p。最后该公司决定不再召回所有误印的版本，而只是在之后的产品中纠正这处失误。DVD的市场销售带来了2亿9604万3871美元的收入，是2007年最畅销的，只是其实际销量（1450万5271套）实际上还是落后于《变形金刚》（1623万4195套）。

## 迴響

### 专业评价
与《加勒比海盗2：聚魂棺》一样，《加勒比海盗3：世界的尽头》所获得的评价褒贬不一。根据烂蕃茄上所收集的225份评论文章来看，其中99份给出了“新鲜”的正面评价，“新鲜度”为44%，平均得分5.46（满分为10）。而从Metacritic上收集的36篇评论文章来看，其中12篇给出好评，5篇差评，19篇褒贬不一，平均得分50（满分100）。亚历克斯·比林顿（Alex Billington）指出：“这正是当今电影业的运作方式，评论家给出负面的评价，而公众的看法通常又与之相反，但不管是哪一种情况，电影公司都有大把的钱可以赚。”
德鲁·麦克温尼是少数给予本片正面评价的影评人之一，他称赞影片因其情节上的复杂性而有值得反复欣赏的价值，“这可能是其最精明的举措”。IGN网站的托德·吉尔克里斯特（Todd Gilchrist）感觉电影的情况与像《星際大戰》之类的其它三部曲过于类似，但仍然称赞了其制作价值。《综艺》的布赖恩·洛瑞（Brian Lowry）认为与去年臃肿的续集相比，本片至少内容上更充足，情节上更连贯，没有因长时间为压轴戏码作铺垫而让人感到麻木。全面电影称赞了演员的表演，但批评过分的曲折和论述让人很难对角色产生感情。爱德华·道格拉斯（Edward Douglas）喜欢这部电影，但对其节奏感到不满，而布莱克·怀特则批评了片中戴夫·琼斯魔柜和卡普吕索的桥段。詹姆斯·伯拉迪尼认为本片最后一个小时与前作相对有些脱节，而加勒比海盗三部曲在制作水准上也是参差不齐。《滚石》杂志的彼得·特拉维斯称赞了凯斯·理德查兹和杰弗里·拉什的表现，但感觉杰克·斯派罗这个角色的运气也未免有些太好了，他还在之后称本片是2007年最糟糕的电影之一。科尔姆·安德鲁（Colm Andrew）表示电影总体上让人感到失望，其最后的对决中充斥着空洞且无意义的情节、重复的剑术表演和诡计，最后只让人感到无聊。
周润发的角色在中文媒体中引起了很大的争议，香港文化杂志《瞄》的主编林沛理认为啸风一角和傅满洲有惊人的相似，他表示傅满洲在阔别好莱坞电影27年后又回来了，只是出于政治正确和营销上的现实角度考虑换了个名字而已。

### 票房
《加勒比海盗3：世界的尽头》在北美的票房收入为3亿零942万零425美元，其他国家进账6.54亿美元，全球票房达9亿6342万零425美元。如果不考虑通货膨胀因素，截止2019年7月，这个成绩仍然可以在世界历史电影票房总榜上名列第45位，也是2007年票房最高的电影，在已经推出的5部加勒比海盗系列电影中名列第3位。与前作《加勒比海盗2：聚魂棺》相比，本片在北美的收入相对较少，但在其他国家进账要多。全球票房总额落后《加勒比海盗：黑珍珠号的诅咒》和《加勒比海盗2：聚魂棺》约1亿美元。电影在全球上映的首周共计收入3.44亿美元，这个成绩截至2019年7月还可以在历史上的所有电影中排到第21位。
北美
《加勒比海盗3：世界的尽头》在北美4362家电影院上映，创下了同时上映电影院数量的新纪录，放映的银幕数量则有约11500张，截止2013年8月，这个纪录仍然未被打破。其上映前三天就入账1亿1473万2820美元，又以1亿3980万2190美元创下了阵亡将士纪念日周末4天的电影票房新纪录，这个纪录也仍然未被打破。如果包括星期四晚上的预映，《加勒比海盗3：世界的尽头》的5天的时间里收入到达到了1亿5304万2234美元，可以在2007年的北美电影票房榜上排到第4位，仅次于《蜘蛛人3》、《史瑞克三世》和《变形金刚》。其中《蜘蛛侠3》和《史瑞克三世》也都是在5月上映，无论首周票房还是总票房都要超过《加勒比海盗3：世界的尽头》。但这很大程度上是因为那两部电影上映较早，所以给本片带来了较大的竞争。此外，《加勒比海盗3：世界的尽头》也是加勒比海盗系列电影在北美地区的票房亚军。
北美以外地区
截止2019年7月，《加勒比海盗3：世界的尽头》还可以在除北美以外其他国家的总票房榜上名列第40位，也是加勒比海盗系列中第二卖座的作品。其上映首周进账约2.16亿美元，这个成绩可以在北美以外地区电影上映首周票房收入历史总榜上排到第15位。影片以1670万美元的成绩创下了韩国电影上映首周的票房新纪录，不过这个纪录之后被《變形金剛3》超越。在俄罗斯和独联体国家以1400万美元创下同一项目的新纪录，还西班牙创下了1190万美元的纪录，但之后被《海啸奇迹》超越。电影在北美以外的国家连续霸占票房榜冠军宝座3个星期。电影上映20天后（2007年6月12日）已经收入5亿美元，打破了《蜘蛛人3》所创以最快速度达到这个成绩的纪录。除北美外，本片在日本的收入是最高的，达9110万美元，是《阿凡达》以前的最后一部在日本上映票房超过10亿日元的好莱坞电影，英国、爱尔兰和马耳他以8140万美元紧随其后，第三名则是收入5940万美元的德国。

### 荣誉
第第80屆奧斯卡金像獎角逐中，《加勒比海盗3：世界的尽头》获得了化妆和视觉效果两项提名，但最终都没能获奖，分别败给了《玫瑰人生》和《魔幻羅盤》。艺术指导公会给予影片奇幻电影奖提名。美国作曲家、作家和发行商协会授予汉斯·季默年度电影音乐创作奖和最佳动作/历险电影原创配乐奖。电影获得了英国电影学院奖最佳特技效果奖提名。服装设计师公会也给予影片奇幻电影卓越服装设计奖提名。
电影在2008年MTV電影大獎上获得了3项提名，強尼·戴普最后夺得了最佳喜剧表演奖。在第34届人民选择奖上影片获得5项提名，并拿下了最受欢迎电影、最受欢迎续集，最受欢迎男影星（強尼·戴普）和最受欢迎女动作影星。此外影片还在青少年选择奖中获6项提名，最终有5项获奖，2008年尼克频道儿童选择奖中也有3项提名，最终赢得了最受欢迎电影男演员奖。